# Conferência da Liderança Cristã do Sul
A Conferência da Liderança Cristã do Sul (SCLC, sigla de Southern Christian Leadership Conference) é uma organização não governamental estadunidense focada nas questões que envolvem os direitos civis dos afro-americanos. A SCLC foi fundada em 1957 por Martin Luther King Jr. e teve grande atuação no Movimento dos Direitos Civis durante as décadas de 1950 e 1960.